# Відчай (роман Ігена)
«Відчай» (англ. Distress) — науково-фантастичний роман  австралійського письменника-фантаста Грега Ігена, написаний у 1995 році.

## Анотація роману
Недалеке майбутнє, 2055 рік. Похмурі апокаліптичні прогнози щодо розвитку цивілізації не виправдалися: завдяки розвитку нанотехнологій та біоінженерії більша частина людства сита, одягнута і освічена. Наука процвітає. Буквально днями відбудеться найважливіша подія — оприлюднення «Єдиної Теорії Всього» — аналога Святого Грааля для фізики - теорії, яка дозволить пояснити всі процеси, що протікають у Всесвіті. Тільки — два «але»... Чи збережеться Всесвіт таким, яким ми його знаємо після миті «Алеф» — моменту оголошення ЄТВ.  І звідки взялося таємниче психічне захворювання під назвою Відчай (Distress).

## Сюжет
Сюжет роману побудовано навколо політичних інтриг, що стосуються  наукової конференції, на якій повинна бути  представлена Єдина Теорія Всього (ЄТВ). Дія відбувається на тлі історії епідемії психічних захворювань, пов'язаних  з майбутнім відкриттям ЄТВ. Дія відбувається на штучному острові під назвою "Без громодянства", який викликє гнів великих світових біотехнологічних компаній  крадіжкою їх інтелектуальної власності. Роман містить багато сатиричних коментарів про гендерні ідентичності, багатонаціональний капіталізм, і постмодерн. Роман також містить  звичайні експерименти Ігана в області фізичних, метафізичних і епістемологічних теорій.
Після довгого знімання документальних фільмів про науку для  спекулятивного  каналу ЗРИнет репортер Ендрю Ворт відчуває себе повністю виснаженим. Настільки виснаженим, що добровільно відмовляється від потенційної сенсації – знімання фільму про нову загадкову психічну хворобу під назвою Відчай. Замість цього він вирушає на Острів, де виконує  менш престижну, але більш, на його погляд, легку роботу – збирає матеріал про геніальну жінку-фізика Вайолет Мосале. Мосала здобула Нобелівську премію ще в свої 25 років, а зараз вона ось-ось оголосить свою версію Єдиної Теорії Всього - ЄТВ. Вона вже оголосила, що їй вдалося звести воєдино всі інші наявні наукові теорії. Ворт ще не знає, що за Мосалой веде полювання якась таємнича і впливова секта і що, можливо, створена нею теорія здатна знищити звичну для людства світобудову. Завдання, за яке Уорт взявся для розрядки, раптово перестає здаватися таким вже легким...Ворт знайомиться з островом і його мешканцями, зокрема з Акілі Кувале — молодою людиною без статі. Пізніше журналіст стикається з сектою антропокосмологістів, які вважають, що всесвіт створений згідно з теорією однієї людини. Антрокосмологісти розповсюджують вірус Відчаю. Вони хочуть убити Вайолет, Ендрю намагається її попередити,  але без успіху. Вайолет виявляється зараженою невиліковним вірусом.
Ситуація гіршає тим, що на вимогу біокорпорацій  військові починають атаку на острів. Ендрю домовляється з корпораціями, щоб ті дозволили Вайолет Мосале виїхати в Південну Африку, де вона незабаром помирає. Однак, Вайолет встигає залишити свого комп'ютерного клона, який завершує розрахунки з теорії всього. Ендрю залишається лише опублікувати їх.

## Гендерні ролі
Іген описує гіпотетичне майбутнє, в якому існує п'ять нових статей. Один з центральних персонажів роману, Акілі Кувале — безстатева людина, в якої видалені всі репродуктивні органи. В рамках роману Іген використовує спеціальні займенники, щоб позначити гендерну нейтральність.

## Анархізм
Головною темою, що проходить через роман, є презентація ідей футуристичного анархізму, так званого «технолібералізму», пов'язаного із звільненням технології і інформації з-під корпоративного контролю, включаючи використання передових технологій у визвольних соціальних рухах.
Іген  використовує гіпотетичні технологічні досягнення, щоб досліджувати ідеї анархізму. Головний герой  їде на анархічно рукотворний острів під назвою "Без громадянства". Там він зустрічає деяких другорядних персонажів  без громадянства, що пояснюють йому зв'язок між анархічними принципами і різними ідеями: такими, як квантова фізика, теорія інформації та незалежною духовністю. 
Ендрю Уорт зустрічає митця Манро, який намагається пояснити, як анархія функціонує в "Без громадянстві". Грег Іген використовує образ Манро для критики австралійської культури .

## Премії та нагороди
У 1995 році, відразу після видання, роман отримав австралійську літературну премію «Aurealis»  в номінації «Кращий науково-фантастичний роман» (Aurealis Award for best science fiction novel) ,  У 1999 році роман був виданий німецькою мовою і в 2000 році роман здобув премію імені Курда Лассвіца (Kurd-Laßwitz-Preis) в номінації «найкращий іноземний роман».